# Samantha Sloyan
Samantha Sloyan (* 4. Januar 1979 im Los Angeles County, Kalifornien) ist eine US-amerikanische Schauspielerin.

## Leben und Karriere
Samantha Sloyan wurde als eines von zwei Kindern der Schauspieler James Sloyan und Deirdre Lenihan in Kalifornien geboren. Im Jahre 2003 übernahm sie ihre erste Schauspielrolle. So war sie in dem Independent-Film My Life with Morrissey zu sehen. Seitdem wirkte sie in einer Vielzahl von Low-Budget-Filmen mit.
Neben ihren Filmauftritten ist Sloyan regelmäßig in Gastrollen im US-Fernsehen zu sehen, etwa in The Beast, The Forgotten – Die Wahrheit stirbt nie, Private Practice, Navy CIS, Parks and Recreation, Castle, The Fosters, Hawaii Five-0, Rizzoli & Isles oder Criminal Minds.
Von 2012 bis 2014 war sie wiederkehrend als Jeannine Locke in der Serie Scandal zu sehen. Ab 2015 folgte die Rolle der Dr. Penelope Blake in der Serie Grey’s Anatomy. 2018 übernahm sie als Leigh Crain eine Nebenrolle in der Netflix-Serie Spuk in Hill House.

## Filmografie (Auswahl)
- 2003: My Life with Morrissey
- 2005: 3 Wise Women
- 2006: Shamelove
- 2009: The Beast (Fernsehserie, Episode 1x13)
- 2009: Autodoc
- 2009: The Forgotten – Die Wahrheit stirbt nie (Fernsehserie, Episode 1x07)
- 2011: The Cape (Fernsehserie, Episode 1x10)
- 2011: In the Key of Eli
- 2011: Navy CIS (Fernsehserie, Episode 9x08)
- 2012: Tape 407
- 2012–2014: Scandal (Fernsehserie, 8 Episoden)
- 2013: The Fosters (Fernsehserie, Episode 1x09)
- 2014: Castle (Fernsehserie, Episode 6x16)
- 2014: Parks and Recreation (Fernsehserie, Episode 6x16)
- 2014: Hawaii Five-0 (Fernsehserie, Episode 4x18)
- 2014: Futurestates (Fernsehserie, Episode 5x01)
- 2014: Rizzoli & Isles (Fernsehserie, Episode 5x11)
- 2015: Criminal Minds (Fernsehserie, Episode 11x02)
- 2015–2016: Grey’s Anatomy (Fernsehserie, 20 Episoden)
- 2016: Fantastic
- 2016: Still (Hush)
- 2017: Maggie (Fernsehserie, 2 Episoden)
- 2017: The Good Doctor (Fernsehserie, Episode 1x05)
- 2018: Spuk in Hill House (The Haunting of Hill House, Fernsehserie, 8 Episoden)
- 2018–2019: SEAL Team (Fernsehserie, 4 Episoden)
- 2019: Animal Kingdom (Fernsehserie, Episode 4x07)
- 2019: The Rookie (Fernsehserie, Episode 2x04)
- 2019: Miss Virginia
- 2020: Helstrom (Fernsehserie, 2 Episoden)
- 2021: Midnight Mass (Miniserie, 7 Episoden)
- 2022: Gänsehaut um Mitternacht (The Midnight Club, Miniserie, 10 Episoden)
- 2023: Minx (Fernsehserie, Episode 2x02)
- 2023: Der Untergang des Hauses Usher (The Fall of the House of Usher, Fernsehserie, 8 Episoden)
- 2023: Invaders from Proxima B
- 2024: The Place Between
- 2024: The Life of Chuck
- 2025: The Pitt (Fernsehserie, 7 Episoden)